# Área de Conservação da Paisagem de Udria
A Área de Conservação da Paisagem de Udria é um parque natural localizado no condado de Ida-Viru, na Estónia.
A área do parque natural é de 377 hectares.
A área protegida foi fundada em 1939 para proteger as formações de pedras de Udria.